# S Scuti
S Scuti (S Sct / HD 174325 / HR 7089) es una estrella variable en la constelación de Scutum. Se encuentra aproximadamente a 1890 años luz de distancia del sistema solar.
S Scuti es una estrella de carbono de tipo espectral CV4 catalogada como variable semirregular SRB.
Esta clase de variables son gigantes de tipos espectrales tardíos (M, C o S) que muestran periodicidad poco definida o con intervalos de cambios irregulares lentos, estando sus períodos comprendidos en el rango de 20 a 2300 días; así, el brillo de S Scuti en banda B oscila entre magnitud aparente +9,63 y +10,9 a lo largo de un ciclo de 148 días.
S Scuti es una estrella de carbono, cuya atmósfera estelar —al contrario que la mayor parte de las estrellas— contiene más carbono que oxígeno, siendo su relación C/O = 1,069.
Brilla con una luminosidad 4634 veces mayor que la luminosidad solar y tiene un radio aproximadamente 386 veces más grande que el radio solar. Si estuviese situada en el lugar del Sol, quedarían englobados en su interior los cuatro primeros planetas, incluida la Tierra.
Por otra parte, es una estrella extremadamente fría, con una temperatura efectiva en el rango de 2425 - 2755 K.
Como otras estrellas análogas, S Scuti experimenta pérdida de masa estelar, a razón de 5,6 × 10-6 masas solares por año.